# Апостольская конституция
Апо́стольская конститу́ция (лат. constitutio apostolica) — законодательный акт, провозглашённый папой римским и содержащий предписания общего и постоянного характера для всей Католической церкви или её части.
По форме апостольские конституции отличаются от motu proprio и посланий своим более высоким статусом. С помощью апостольской конституции, издаваемой преимущественно в форме буллы, обнародуются догматические определения (например, апостольская конституция Munificentissimus Deus от 1 ноября 1950 года, провозгласившая догмат о Вознесении Богоматери), а также суждения в области христианского вероучения, не имеющие догматического характера (например, апостольская конституция Unigenitus Dei Filius от 8 сентября 1713 года, осудившая янсенистские взгляды Пасхазия Кенеля).
С помощью апостольской конституции в церковное законодательство вводятся наиболее важные изменения. Так, апостольская конституция Sacrae Disciplinae Leges от 15 января 1983 года ввела в действие нынешний Кодекс канонического права. Апостольские конституции обнародуют изменения границ церковных округов (например, епархий и территориальных аббатств), акты об основании различных институтов (например, монашеских конгрегаций) и изменении их статуса. С 1909 года апостольские конституции публикуются в Acta Apostolicae Sedis. Согласно канону 754 ККП, все верующие обязаны придерживаться положений апостольской конституции в области вероучения.

## Примеры апостольских конституций
- Praedicate Evangelium (2022 год) — реформирует Римскую курию;
- Anglicanorum Coetibus (2009 год) — правила присоединения англиканских общин к Римско-Католической Церкви;
- Universi Dominici Gregis (1996 год) — правила Иоанна Павла II при избрании Римского Понтифика;
- Fidei depositum (1992 год) — апостольская конституция Иоанна Павла II о введении в действие нового Катехизиса Римско-католической церкви;
- Ex corde ecclesiae (1990 год) — правила Иоанна Павла II о Католических Университетах;
- Sacrae Disciplinae Leges (1983 год) — апостольская конституция Иоанна Павла II о введении в действие нынешнего Кодекса канонического права;
- Ut sit (1982 год) — апостольская конституция Иоанна Павла II, которая подняла статус Opus Dei в ранг личной прелатуры;
- Romano Pontifici Eligendo (1975 год) — апостольская конституция Павла VI об избрании Римского понтифика;
- Missale Romanum (1969 год) — апостольская конституция Павла VI о пересмотре чина литургии;
- Paenitemini (1966 год) — апостольская конституция Павла VI о посте и воздержании в Римско-католической церкви;
- Veterum sapientia (1962 год) — апостольская конституция Иоанна XXIII о содействии изучению латинского языка;
- Munificentissimus Deus (1950 год) — догматическая конституция Пия XII о Вознесении Богоматери в небесную славу;
- Ineffabilis Deus (1854 год) — догматическая конституция Пия IX о Непорочном Зачатии Пресвятой Девы Марии;
- Quo primum (1570 год) — апостольская конституция Пия V о Тридентской Мессе.

## Источник
- «Конституция апостольская» // Католическая энциклопедия. — Т. 2: И—Л. — М.: Изд-во Францисканцев, 2005. — 1818 с. — ISBN 5-89208-054-4.